# Nicole Berchtold
Nicole Berchtold (* 23. Juni 1978 in Ostermundigen) ist eine Schweizer Radio- und Fernsehjournalistin und Moderatorin.

## Leben und Wirken
Berchtold ist mit dem ehemaligen Schweizer Eishockeyspieler Lars Leuenberger verheiratet. Das Paar hat zwei Kinder.
Sie startete ihre journalistische Karriere bei Radio ExtraBern (heute: Radio Bern 1). Anschliessend war sie beim Berner Regionalsender TeleBärn als Sportmoderatorin und ab 2003 als Wettermoderatorin tätig. 2006 moderierte sie als Mutterschaftsvertretung die Sendung People bei Sat.1 Schweiz und war zeitweilig auch für die Sender Star TV und 3 Plus TV tätig. Beim Schweizer Radio und Fernsehen SRF 1 moderierte sie von 2007 bis 2022 das People-Magazin G&G – Gesichter & Geschichten.